# 202750 Christophertonge
202750 Christophertonge è un asteroide della fascia principale esterna. Scoperto nel 2007, presenta un'orbita caratterizzata da un semiasse maggiore pari a 3,084574 UA e da un'eccentricità di 0,069576, inclinata di 8,870575° rispetto all'eclittica.
Fa parte della famiglia di asteroidi Eos.
È dedicato a Christopher M. Tonge, nipote dello scopritore.